# Tortula sublimbata
Tortula sublimbata är en bladmossart som beskrevs av Brotherus 1902. Tortula sublimbata ingår i släktet tussmossor, och familjen Pottiaceae. Inga underarter finns listade i Catalogue of Life.